# Curranosia cerciformis
Curranosia cerciformis är en tvåvingeart som beskrevs av Zielke 1971. Curranosia cerciformis ingår i släktet Curranosia och familjen husflugor. Inga underarter finns listade i Catalogue of Life.